# Doddathekahalli, Sidlaghatta
Doddathekahalli là một làng thuộc tehsil Sidlaghatta, huyện Kolar, bang Karnataka, Ấn Độ.